# Cantone di Bellegarde-sur-Valserine
Il Cantone di Bellegarde-sur-Valserine è una divisione amministrativa dell'arrondissement di Nantua con capoluogo Bellegarde-sur-Valserine.
A seguito della riforma approvata con decreto del 13 febbraio 2014, che ha avuto attuazione dopo le elezioni dipartimentali del 2015, è passato da 12 a 15 comuni.

## Composizione
I 12 comuni facenti parte prima della riforma del 2014 erano:
- Bellegarde-sur-Valserine
- Billiat
- Champfromier
- Châtillon-en-Michaille
- Giron
- Injoux-Génissiat
- Lhôpital
- Montanges
- Plagne
- Surjoux
- Villes
- Saint-Germain-de-Joux

Dal 2015 i comuni appartenenti al cantone sono i seguenti 15:
- Bellegarde-sur-Valserine
- Billiat
- Champfromier
- Chanay
- Châtillon-en-Michaille
- Confort
- Giron
- Injoux-Génissiat
- Lancrans
- Lhôpital
- Montanges
- Plagne
- Saint-Georges-sur-Renon
- Surjoux
- Villes